# Gideon Baah
Gideon Baah (Accra, 1º ottobre 1991) è un ex calciatore ghanese, di ruolo difensore.

## Carriera

### Club
Ha segnato un gol in Europa League nel 2014, nel match contro il Torino durante la fase a gironi, battendo con un tiro di sinistro il portiere Daniele Padelli.

### Nazionale
Nel 2015 ha giocato una partita con la nazionale ghanese; in precedenza aveva giocato anche con la nazionale Under-20.

## Palmarès

### Club

#### Competizioni nazionali
- Campionato ghanese: 1

Asante Kotoko: 2012-2013
- Campionato finlandese: 1

HJK: 2014
- Coppa di Finlandia: 1

HJK: 2014
- Coppa di Lega finlandese: 1

HJK: 2015